# Sigiliu

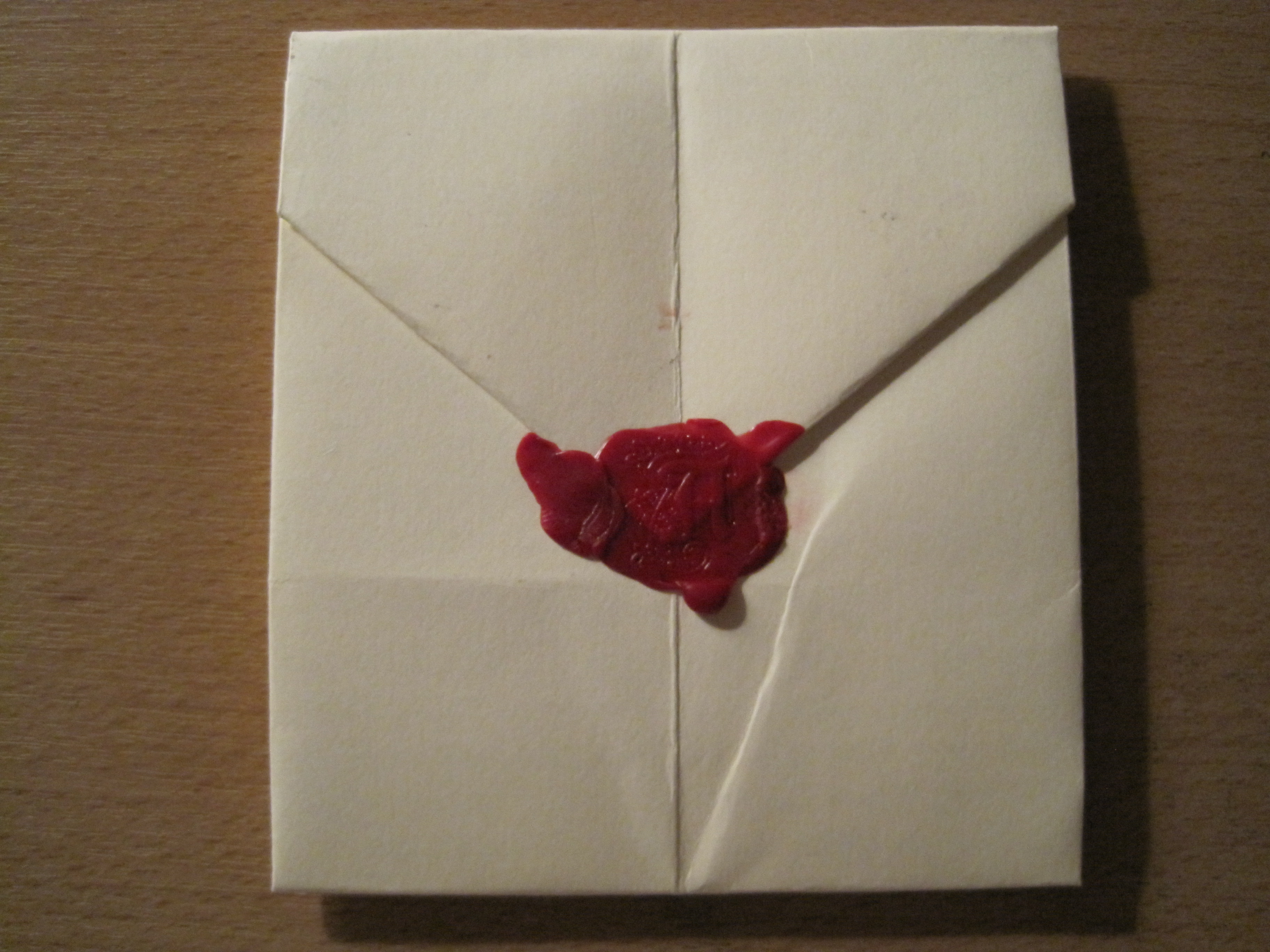
Plic sigilat

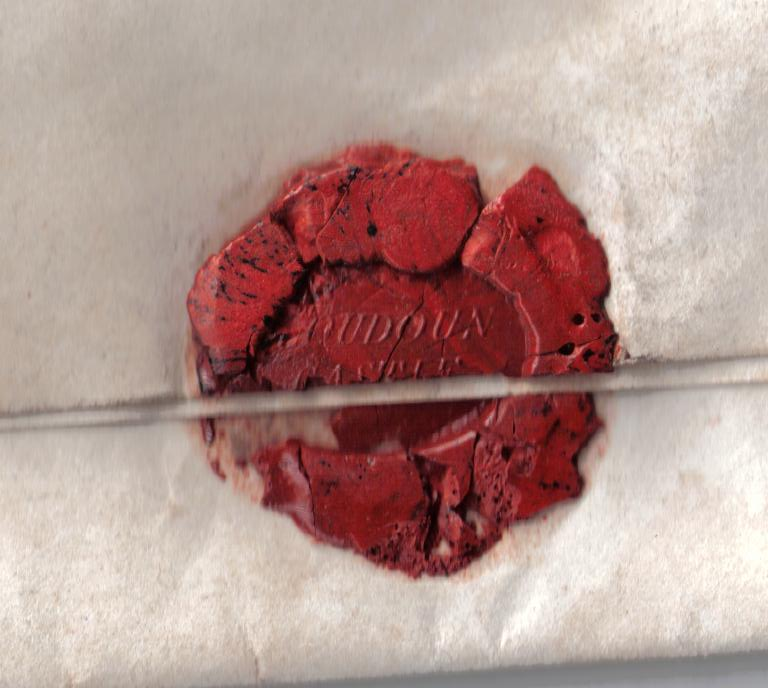
Un sigiliu aplicat pe un plic

The Great Seal of the State of New Mexico (USA)

Sigiliul sau pecetea (din latină: sigillium, i - sigiliu, pecete) desemnează amprenta (impresiunea, imprenta) rămasă pe un material anume în urma aplicării matricei sigiliare (a tiparului). Acest sigiliu poate să fie imprimat în ceară de sigiliu sau și direct pe hârtie. Sigiliul însuși poate fi dintr-o soluție de aur, cerneală/tuș sau și din fum, în timp ce matricea sigiliară (sau tiparul) este obiectul gravat, confecționat dintr-un material rezistent cu care se imprimă sigiliul. În mod uzual termenul de sigiliu se folosește atât pentru desemnarea amprentei sigiliare propriu-zise, cât și a matricei.
Sigiliul are funcțiile de garantare a secretului și/sau de asigurare a autenticității actului. Prin însemnele ce le poartă (emblemă, text), el este un mijloc de identificare a emitentului în timp și spațiu, putând fi vorba atât de o persoană, cât și de o instituție. Sigiliul prezintă simbolic autoritatea posesorului și locul său în ierarhia socială, dar și importanța actului sau documentului pe care este aplicat.

## Clasificare
Sigilografia cunoaște mai multe feluri de sigilii, în funcție de aspect, funcție, formă de păstrare, mărime, material, însemne gravate, etc., printre care:
- sigiliu atașat sau atârnat (sigiliu din metal sau ceară, prins de act cu ajutorul unui șnur, șiret sau țărcușă)
- sigiliu de închidere (cu ajutorul căruia se asigură secretul corespondenței)
- sigiliu imprimat (este aplicat direct pe materialul de suport după ce matrița sigilară a fost introdusă în tuș, soluție de aur sau fum)
- sigiliu inelar (este realizat cu ajutorul imaginii pe montura unui inel)
- sigiliu timbrat (confecționat prin plasarea, deasupra cerii calde, a unei foițe-timbru peste care se aplică matrița sigilară)

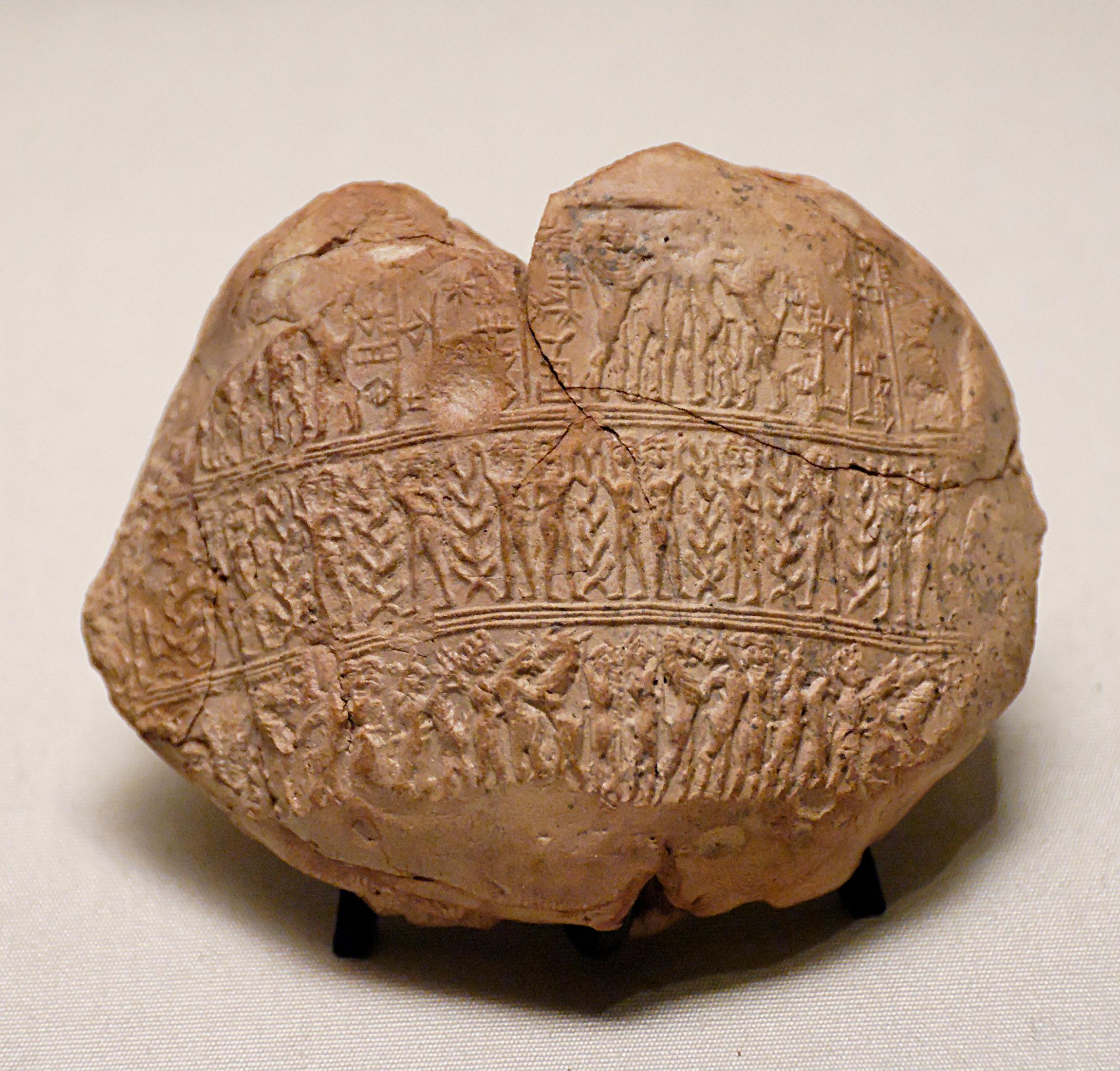
Bulă de argilă pe care s-a aplicat sigiliul lui Barnamtarra, soția lui Lugalanda, conducător în Lagash - circa 2400 î.Hr.)

precum și multe altele. 

## Istoric
Introducerea, folosirea și răspândirea sigiliului au izvorât din necesitatea autentificării actelor. El a fost folosit la început ca o dovadă de autenticitate și integritate. Practica folosirii sigiliilor de către autorități și particulari se întâlnește prima oară în antichitate. În această perioadă se foloseau drept matrice inele cu pietre gravate (camee și geme), care vor deveni în secolul XVI deosebit de căutate.
În Imperiul Bizantin și în apusul Europei sigiliul de pe acte se folosește și ca semn de validare a actelor, de întărire a conținutului lor. Prin imaginea ce o avea gravată pe el, sigiliul îl reprezenta pe posesorul lui, încât prezentarea lui în fața unei autorități echivala cu prezența persoanei care-l deținea. Era folosit astfel drept mărturie. Deținătorul sau deținătorii sigiliului unei alte persoane nu numai că prin el reprezentau pe posesor și își autentificau spusele, dar erau și ocrotiți de el. Astfel el era folosit și în sensul unor scrisori de ocrotire.
Întrebuințat de suverani, sigiliul a trecut repede în uzul curent al seniorilor laici și al clericilor (începând cu secolul XI). Astfel, începând din secolul XII, el putea fi folosit de oricine, în toate situațiile, atât laice, cât și ecleziastice, generalizându-se un secol mai târziu.
În Țările Române sigiliile erau folosite de către voievozi atât la autentificarea actelor interne (puneri în posesie, întăriri de moșii sau verdicte la judecăți), cât și la reprezentarea titulaturii și rangului în actele externe, în funcție de importanța actului fiind folosite diferite tipuri de peceți (vezi diplomatică). În actele particulare martorii, în funcție de rang sau clasă socială, foloseau de obicei, pe lângă semnătură, și pecetea cu însemnele personale.
În secolul XX sigiliile dispar, locul lor fiind luat de alte elemente de siguranță cum ar fi ștampilele, holograme, etc.